# امانوئل دیسریوه
امانوئل دیسریوه (انگلیسی: Emmanuel Dieseruvwe؛ زادهٔ ۲۰ فوریهٔ ۱۹۹۵) بازیکن فوتبال اهل بریتانیا است.
از باشگاه‌هایی که در آن بازی کرده‌است می‌توان به باشگاه فوتبال شفیلد ونزدی، باشگاه فوتبال منزفیلد تاون، باشگاه فوتبال هاید، باشگاه فوتبال چسترفیلد، و باشگاه فوتبال فلیتوود اشاره کرد.